# Ferhat Abbas
Ferhat Abbas, alžirski politik, * 24. oktober 1899 Taher, Alžirija, † 23. december 1985, Alžir. 
Leta 1938 je ustanovil Alžirsko narodno unijo. Leta 1943 in 1945 so ga francoske oblasti zaprle, leta 1946 pa je ustanovil »Demokratično unijo Alžirskega manifesta«, katere vodja je bil do leta 1956. Med letoma 1958 in 1961 je bil predsednik začasne vlade Alžirske republike, ki se je nahajala najprej v Kairu, nato pa v Tunisu. Predsednik Narodne skupščine je bil med letoma 1962 in 1963. Od leta 1964 ni več opravljal javnih funkcij.